# Grand Prix Chantal Biya
Il Grand Prix Chantal Biya (it. Gran Premio Chantal Biya) è una corsa a tappe maschile di ciclismo su strada che si svolge in Camerun ogni anno a ottobre. Nata nel 2000, dal 2006 fa parte dell'UCI Africa Tour.
La corsa prende il nome da Chantal Biya, moglie del presidente del Camerun, Paul Biya.

## Albo d'oro
Aggiornato all'edizione 2023.
| Anno | Vincitore           | Secondo              | Terzo                   |
| ---- | ------------------- | -------------------- | ----------------------- |
| 2001 | François Talla      | Owono Owono          | Martinien Tega          |
| 2002 | Owono Owono         | Abdul Wahab Sawadogo | Stéphane Decroy         |
| 2003 | Jian Shi Luo        | Martinien Tega       | Koji Fukushima          |
| 2004 | Sébastien Duclos    | Martinien Tega       | Yukiya Arashiro         |
| 2005 | Joseph Sanda        | ?                    | ?                       |
| 2006 | Flaubert Douanla    | Frédéric Geminiani   | Martinien Tega          |
| 2007 | Peter van Agtmaal   | Julien Gonnet        | Scott Lyttle            |
| 2008 | Thomas Rostollan    | Florent Barle        | Flaubert Douanla        |
| 2009 | Peter van Agtmaal   | Joseph Sanda         | Sylvain Georges         |
| 2010 | Martinien Tega      | Hervé Mba            | Sébasten Galtié         |
| 2011 | Yves Ngue Ngock     | Marek Čanecký        | Sébastien Reichenbach   |
| 2012 | Alexandre Mercier   | Aurelien Gay         | Pavol Polievka          |
| 2013 | Yves Ngue Ngock     | Alexandre Join       | Bolodigui Ouattara      |
| 2014 | Mekseb Debesay      | Essaid Abelouache    | Clovis Kamzong Abessolo |
| 2015 | Mouhassine Lahsaini | Jeremie Nzeke        | Endrik Puntso           |
| 2016 | Martial Roman       | Simon Guglielmi      | Hervé Raoul Mba         |
| 2017 | Clovis Kamzong      | Ján Andrej Cully     | Martin Mahďar           |
| 2018 | Juraj Bellan        | Clovis Kamzong       | Isiaka Cissé            |
| 2019 | Azzedine Lagab      | Marek Čanecký        | Arjan Hofman            |
| 2020 | Moise Mugisha       | Lukáš Kubiš          | Clovis Kamzong          |
| 2021 | Lukáš Kubiš         | Jordi Slootjes       | Clovis Kamzong          |
| 2022 | Axel Taillandier    | Lukáš Kubiš          | Clovis Kamzong          |
| 2023 | Yacine Hamza        | Oussama Khafi        | Samuel Niyonkuru        |